# Joseph M. Gillman
Joseph Moses Gillman (10 czerwca 1888, Sokoliwka, Ukraina - kwiecień 1968, Hartsdale, Stany Zjednoczone) – amerykański ekonomista marksistowski pochodzenia żydowskiego.
W wieku lat 18 Joseph M. Gillman przeniósł się z Ukrainy do Stanów Zjednoczonych. W tym czasie mówił tylko w języku jidisz, jednak zanim podjął studia filozoficzne w Case Western Reserve University w Cleveland uczył się języka angielskiego w Hiram College niedaleko Cleveland. Podczas studiów w Western Reserve University poznał swoją przyszłą żonę - Ettę, urodzoną w Cleveland, której rodzice byli emigrantami z Polski. Małżeństwo (zawarte w 1914 r.) miało dwójkę synów, w tym późniejszego znanego matematyka Leonarda Gillmana. W 1922 r. cała rodzina przeniosła się do Pittsburga, gdzie Joseph zaczął uczyć na tamtejszym uniwersytecie i pracował nad swoim doktoratem z dziedziny ekonomii pt. Poziom czynszów w Pittsburghu, Pensylwania, i ich przyczyny, obronionym ostatecznie na Columbia University w 1926 r.

## Najważniejsze dzieła
- The Falling Rate of Profit (1958)
- Prosperity in Crisis (1965)
- The B'nai Khaim in America: A study of cultural change in a Jewish group (1969)

## W języku polskim
- Zniżkowa tendencja stopy zysku. Odkryte przez Marksa prawo i jego znaczenie dla kapitalizmu dwudziestego wieku (tłum. Joanna Grzywicka, wyd. Książka i Wiedza, 1961)
- Kryzys amerykańskiej prosperity (tłum. Zygmunt Chodkiewicz, wyd. Książka i Wiedza, 1969)